# Fakó keselyű
A fakó keselyű (Gyps fulvus) a vágómadár-alakúak (Accipitriformes) rendjébe, ezen belül a vágómadárfélék (Accipitridae) családjába tartozó, rokonai közül nevében is megmutatkozó világos tollazatával kitűnő, nagy termetű, dögevő madár.

## Előfordulása
A fakó keselyűk hatalmas elterjedési területen fordulnak elő: a legmagasabb hegységek és a sűrű erdőségek kivételével Közép-Ázsiától és India északi részétől kezdve a Közel-Keleten át a Földközi-tenger medencéjéig számos helyen találkozhatunk vele. Európában a Pireneusi-félszigeten és a Balkánon gyakori, de északabbra (például a Cévennekben és a Kárpátokban) is előfordul. Alapvetően a középhegységi, melegebb éghajlatú régiókat kedveli.

## Alfajai
- Gyps fulvus fulvus – Északnyugat-Afrika, Ibériai-félsziget, Balkán-félsziget, Törökország, Közel-Kelet, Arab-félsziget, Irán, a Pamír és az Altaj hegység
- Gyps fulvus fulvescens – Afganisztán, Pakisztán, Észak-India és Asszám

## Megjelenése
A faj elnevezése onnan ered, hogy a kifejlett állatok tollazata világos árnyalatú. Alapvetően barna, kivéve a fekete farok- és evezőtollakat, illetve a szürkés-krémszínű gallért és a hasonló színű, nyakat és fejet sűrűn borító pehelytollakat. A szárnyaljon világosabb sáv fut végig az evezőtollak felett. A lábak alapvetően szürkék, a csőr pedig kékesszürke. A fiatal állat sötétebb színű, vörhenyes beütéssel, és gallérja is barna.
A nemek egyformák. A fakókeselyű hatalmas termetű madár: szárnyfesztávolsága 240–280 centiméter között mozog, testhossza 95–105 centiméter, farokhossza 24–29 centiméter, testtömege pedig 6–11 kilogramm.

## Életmódja
A faj kisebb kolóniákban él. Nappal aktív, ekkor keresi a levegőben körözve táplálékát. Röpte jellegzetes, szárnyverdesés nélküli keringés. Éles látásának köszönhetően nagy távolságokból képes rátalálni a táplálékául szolgáló elhullott állattetemekre, amelyeken kolóniája tagjaival és más fajokkal – így a barátkeselyűvel – is hajlandó megosztozni. Erős csőrével a legellenállóbb szöveteket is képes feltépni. A dögöknek kizárólag a csontjait képtelen elfogyasztani.
Alapvetően állandó madár, bár a fiatal, ivaréretlen állatok telente délre húzódnak. Elsősorban sziklás hegyvidéken él, ahol a felszálló légáramlatok (termikek) kihasználásával emelkedhet fel és portyázhat. Hangadása változatos, sziszegő, nyávogó és károgó hangok egyvelege. Kiáltása messze hangzó, így egy csapat tagjai mindig értesülhetnek róla, ha táplálékforrásra talál egyik társuk.

## Szaporodása
Az egész életében monogám fakókeselyű gallyakból építi fészkét egy fára vagy sziklapárkányra. Fészke körül territóriumot tart fenn, ahova a költőpáron kívül nem hatolhat be más keselyű. A költési időszak december-januárra esik, ekkor egy vagy két tojást rak. A költés 47-55 napig tart. A fészeklakó, gyámoltalan fiókák 110-130 napos folyamatos szülői táplálás után repülnek ki.

## Védettsége
A fakókeselyűt elsősorban különféle növényvédőszerek és más mérgek pusztítják, de a dögmennyiség csökkenése is szerepet játszik visszaszorulásában. Olykor – indokolatlanul – állataikat féltő földművesek irtják.
Ennek ellenére világméretű léptékben meglehetősen elterjedt madárfaj, a Természetvédelmi Világszövetség ezért jó kilátásúnak minősíti. SPEC-kategóriája a III., ami azt jelenti, hogy a faj európai állománya kedvezőtlen helyzetben van, de az összpopuláció zöme nem a kontinensen él. Számos visszatelepítési és védelmi program zajlik az ökoszisztémában kiemelt fontosságú faj megmentése és elterjesztése érdekében, így Olaszországban és Ausztriában vagy Franciaországban is. Magyarországon ritka kóborló, a legközelebbi populáció a horvátországi Cres szigetén él. Fokozottan védett, természetvédelmi értéke 250 000 forint.

## Galéria

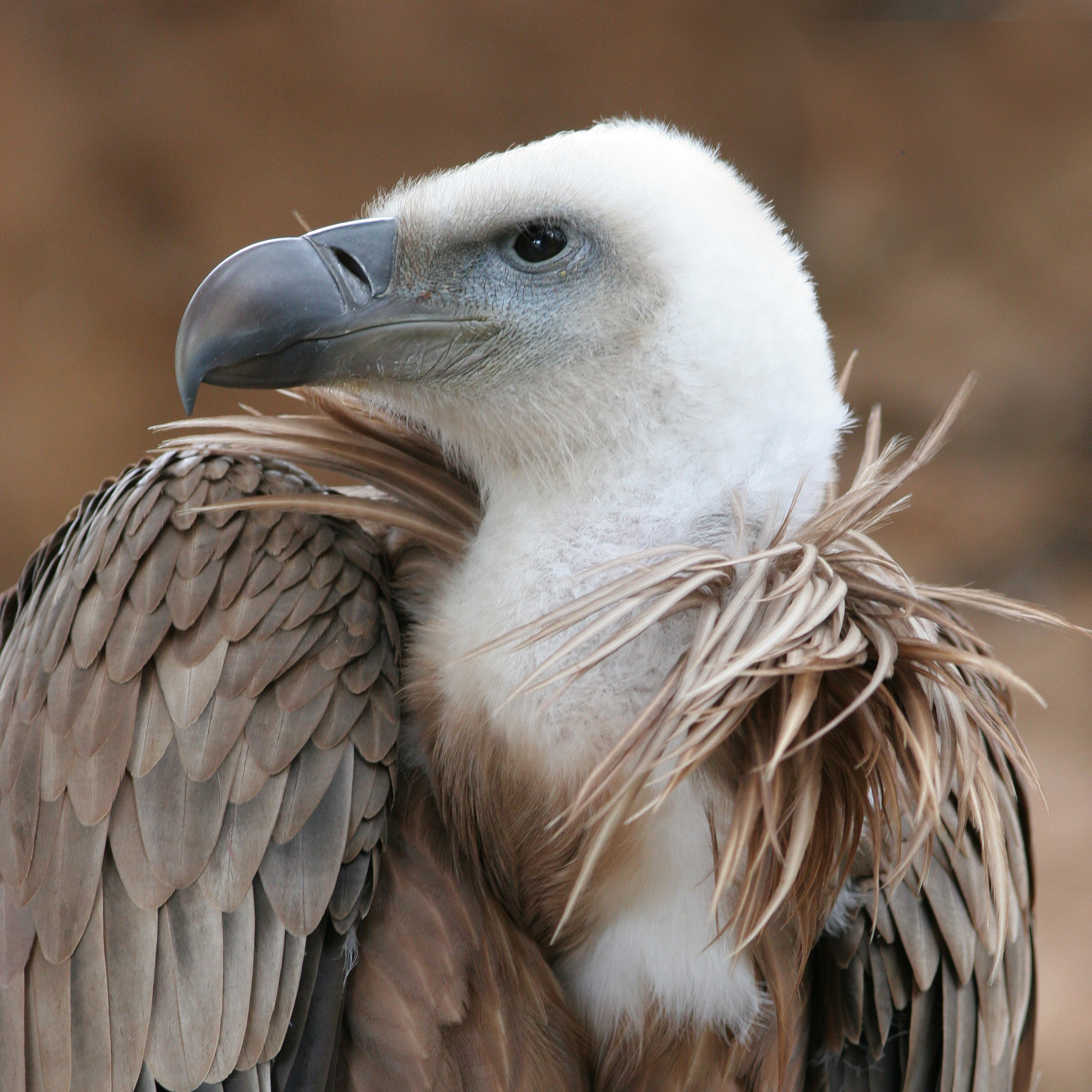
A fakókeselyű csőre a legellenállóbb szöveteket is képes feltépni
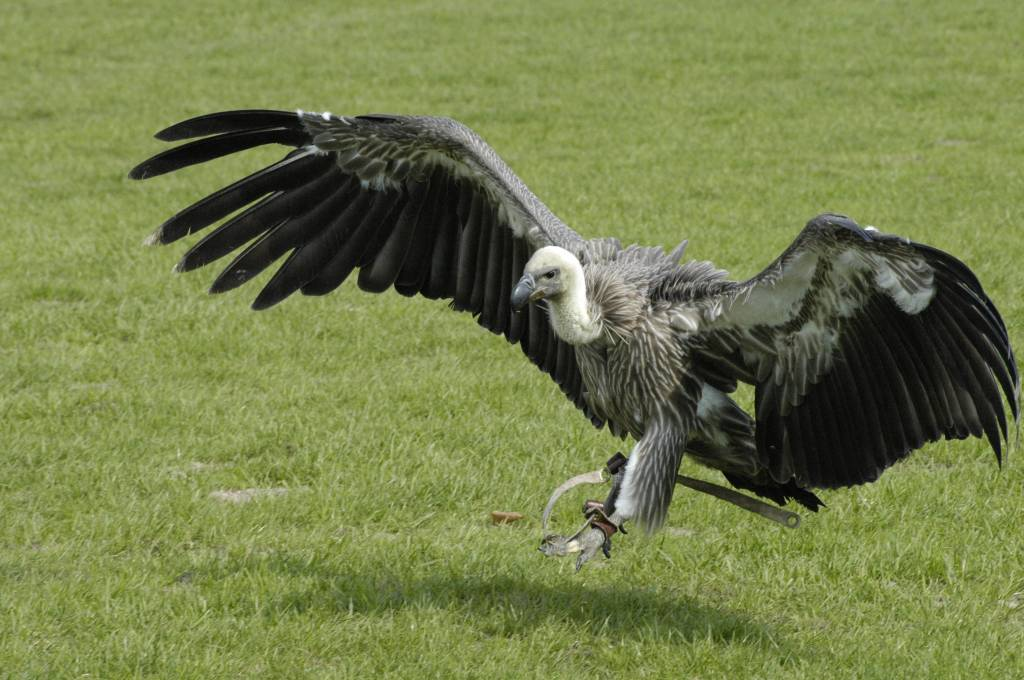
Fiatal fakókeselyű landolása
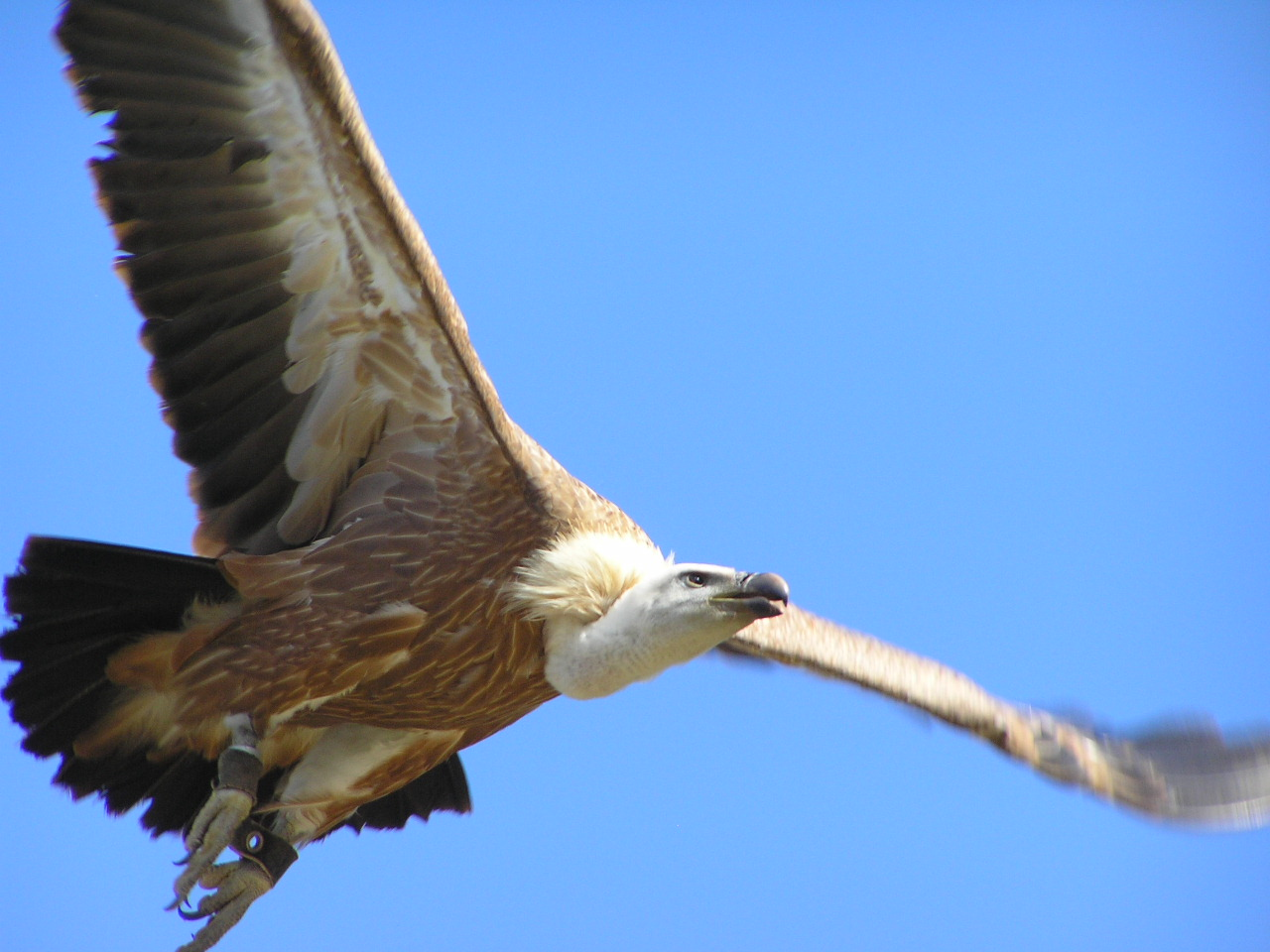
A madár röpképe
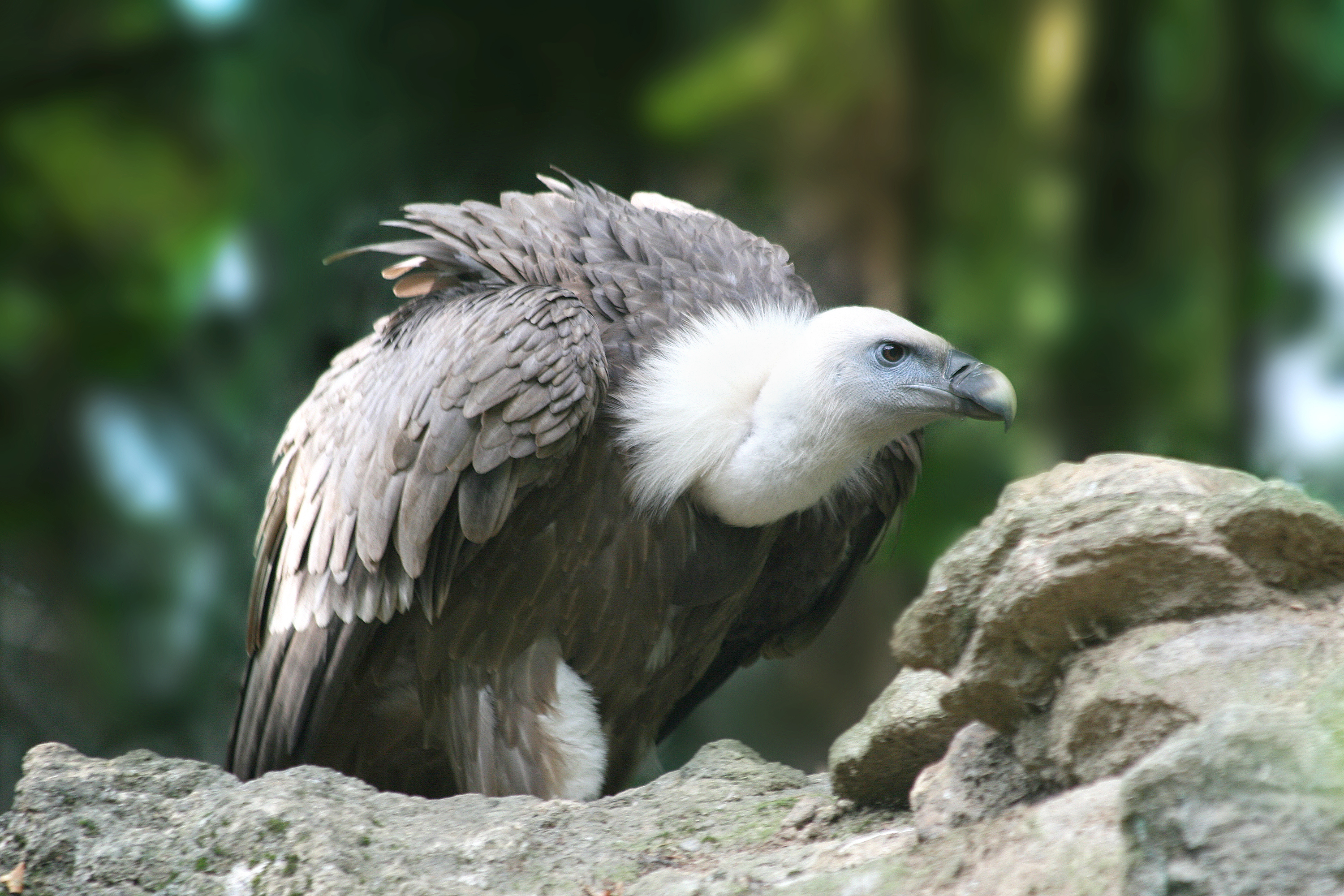
Habitusa
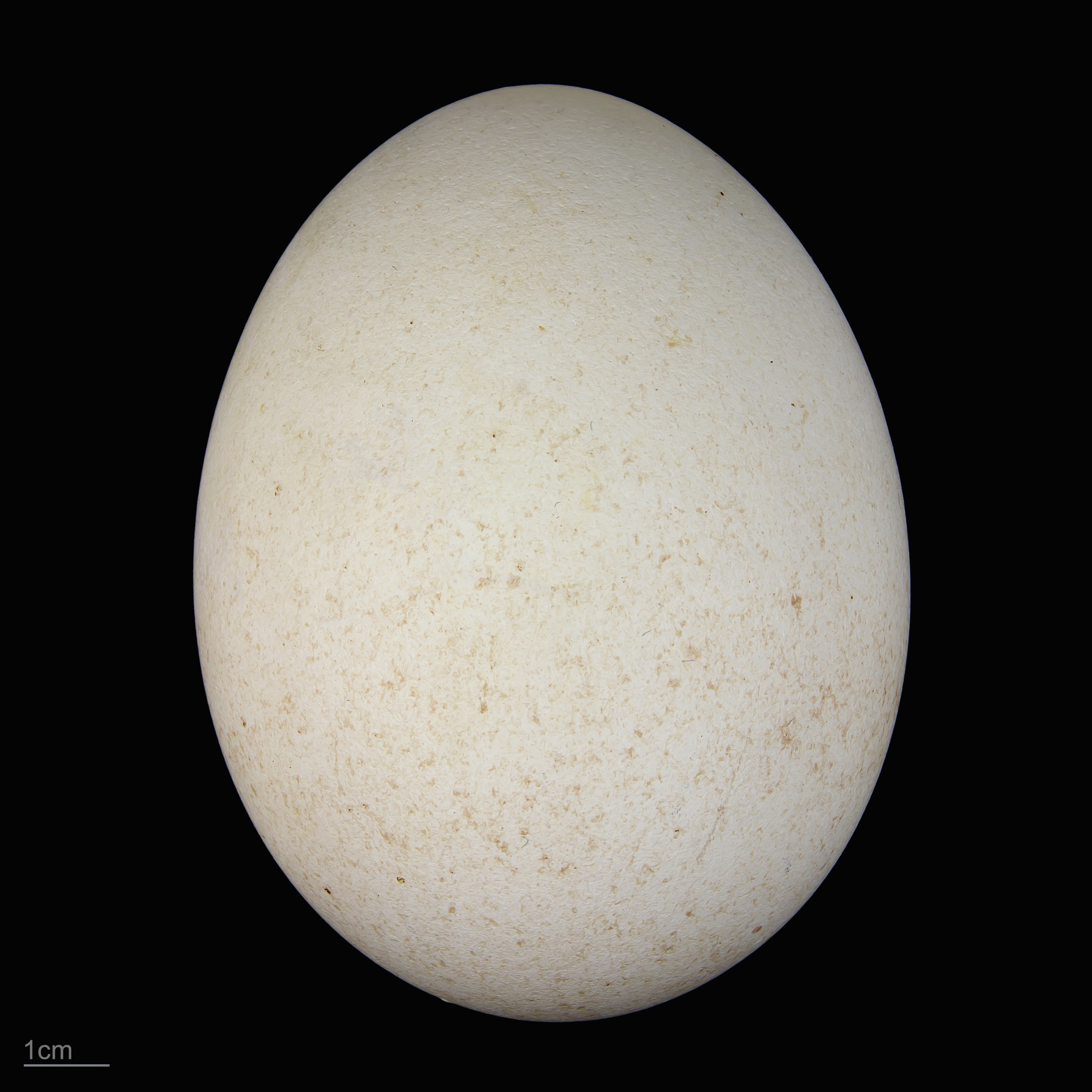
Museum specimen